# På heder och samvete (film)
På heder och samvete (engelska: A Few Good Men) är en amerikansk dramafilm från 1992 i regi av Rob Reiner. Manuset är skrivet av Aaron Sorkin, baserat på hans pjäs A Few Good Men. I huvudrollerna ses Tom Cruise, Jack Nicholson och Demi Moore.

## Handling
Två unga marinsoldater, Downey och Dawson, vid Guantánamobasen ställs inför krigsrätt, åtalade för mordet på en kamrat under en så kallad "bestraffningsaktion". Offret ska ha brutit mot förbandets hederskodex när han till överordnade avslöjar brott mot reglementet. Löjtnant Daniel Kaffee i flottans auditörskår (Tom Cruise), en ung och oerfaren yngling med examen från Harvard Law School, ska försvara de båda och alla förväntar sig en snabb förlikning för att undgå en skandal. Men när Kaffee misstänker att fallet är mer komplicerat än så sätter han igång en grundlig utredning tillsammans med örlogskapten JoAnne Galloway (Demi Moore). Utredningen blottlägger inom kort en härva av maktmissbruk och mörkläggning bland officerarna i marinkåren och når sitt crescendo i rättssalen när den inflytelserike överste Nathan Jessup (Jack Nicholson) hörs som vittne.

## Rollista i urval
| Tom Cruise        | – löjtnant Daniel Kaffee                        |
| Jack Nicholson    | – överste Nathan R. Jessep                      |
| Demi Moore        | – örlogskapten JoAnne Galloway                  |
| Kevin Bacon       | – kapten Jack Ross                              |
| Kiefer Sutherland | – löjtnant Jonathan Kendrick                    |
| Kevin Pollak      | – löjtnant Sam Weinberg                         |
| James Marshall    | – menig Louden Downey                           |
| J.T. Walsh        | – överstelöjtnant Matthew Andrew Markinson      |
| Christopher Guest | – Dr. Stone                                     |
| J.A. Preston      | – Julius Alexander Randolph, domare och överste |
| Matt Craven       | – löjtnant Dave Spradling                       |
| Wolfgang Bodison  | – vicekorpral Harold W. Dawson                  |
| Xander Berkeley   | – kapten Whitaker                               |
| John M. Jackson   | – kommendör West                                |
| Noah Wyle         | – korpral Jeffrey Barnes                        |
| Cuba Gooding Jr   | – korpral Carl Hammaker                         |